# Suarius alisteri
Suarius alisteri är en insektsart som först beskrevs av Navás 1914.  Suarius alisteri ingår i släktet Suarius och familjen guldögonsländor. Inga underarter finns listade i Catalogue of Life.